# Jernej Kuntner
Jernej Kuntner, slovenski gledališki in televizijski igralec, * 28. januar 1970, Ljubljana.

## Življenjepis
Rodil se je leta 1970 v Ljubljani staršem Sonji in Tonetu Kuntnerju.
Obiskoval je naravoslovno gimnazijo za Bežigradom, kjer se je tudi prebudila želja po igralstvu, čeprav je prvotno nameraval študirati biologijo, kot njegov brat Matjaž. Vpisal se je v prvi letnik, nato pa odšel v vojsko, kjer je začel resneje razmišljati o akademiji za igralstvo.
Po vrnitvi je še en semester nadaljeval z biologijo, nakar se je dokončno prijavil na sprejemne izpite na Akademijo za gledališče, radio, film in televizijo. Leta 1991 so bili sprejemni izpiti prestavljeni za dober mesec, medtem je bil vpoklican v Teritorialno obrambo kot borec za Slovenijo.

### Igralska kariera
Po osamosvojitveni vojni je na akademiji opravil sprejemne izpite, kjer je 1995 tudi diplomiral.
Zaposlil se je v Mestnem gledališču ljubljanskem (1995–2001), od leta 2001 do leta 2006 je deloval kot samostojni kulturni delavec.
Odigral je preko 60 vlog v gledališčih, a je širši javnosti postal znan leta 1997, ko je začel nastopati na televiziji: Teater Paradižnik, Pravi Biznis, Šov bo šel, najbolj poznan pa je po vlogi Merkatorija v slovenski humoristični televizijski nanizanki TV Dober dan (jesen 1999–poletje 2002) ter po vlogi poštarja Rada v slovenski dramsko humoristični seriji Pod eno streho (jesen 2002–poletje 2004).
Obe seriji sta bili predvajani na slovenski televizijski postaji POP TV.
V letih 2001–2004 je bil tudi gostilničar. Skupaj z družabnikom je skrbel za ljubljanski lokal Mansion pub, ki je bil znan tudi po kulturnih dogodkih in stand up komediji.
Od leta 2006 je zaposlen v GOML - Gledališče za otroke in mlade Ljubljana. Od leta 2009 se je GOML preimenoval v DOM - Dramski oder za mlade (kot del LGL - Krekov trg 2, Ljubljana).
Od leta 2003 sodeluje pri slovenskih sinhronizacijah risanih in animiranih filmov. Od leta 2004, pa slovenske sinhronizacije animiranih filmov za kinematografe, režira v Studiu Ritem Ljubljana. Jeseni, leta 2015, pa je začel igrati v eni izmed prvih slovenskih televizijskih telenovel - Usodno vino, ki se je predvajala na POP TV. Igral je vlogo Matjaža Petriča, politika, ki kandidira za župana.

### Zasebno
Od leta 1994 je poročen z Moniko Kuntner, je oče dveh otrok. Njegov oče je pesnik in igralec Tone Kuntner.

## Seznam serij na TV
- Pravi biznis (1997/1998): Pšemek Kovač
- TV dober dan (Merkatori)
- Pod eno streho (Rado)
- Naša mala klinika (Kajtimar Vračun, epizoda Pust ali ta veseli dan)
- Usodno vino (Matjaž Petrič)
- Najini mostovi (Boris Jug)
- Sekirca v med (Nace Grošelj)
- Za hribom (župan Karel Zabašnik)

## Filmi:
- Hotel Tralsivanija (Frank)
- Bolt (Bolt)
- Film o Simpsonovih (Homer)
- Alvin in veverički (Dave)